# Оруско-де-Тахунья
Оруско-де-Тахунья (ісп. Orusco de Tajuña) — муніципалітет в Іспанії, у складі автономної спільноти Мадрид. Населення — 1198 осіб (2010).
Муніципалітет розташований на відстані близько 44 км на схід від Мадрида.
На території муніципалітету розташовані такі населені пункти: (дані про населення за 2010 рік)
- Оруско: 1145 осіб
- Ла-Бесана: 18 осіб
- Ель-Каррісаль: 10 осіб
- Ель-Валь: 7 осіб
- Каміно-де-Вальдеольменья: 8 осіб
- Каміно-дель-Льяно: 0 осіб
- Ла-Вега: 10 осіб

## Демографія
Динаміка населення (INE ):

## Галерея зображень

Розташування муніципалітету у автономній спільноті Мадрид